# Lars Olsson
Lars Olsson (ur. 13 października 1932 w Bograngen) – szwedzki biegacz narciarski, złoty medalista mistrzostw świata.

## Kariera
Jego olimpijskim debiutem były igrzyska w Squaw Valley w 1960 roku. Wspólnie z Lennartem Larssonem, Janne Stefanssonem i Sixtenem Jernbergiem zajął tam czwarte miejsce w sztafecie, przegrywając walkę o brązowy medal z reprezentantami Związku Radzieckiego o 10,2 sekundy. Cztery lata później, podczas igrzysk olimpijskich w Innsbrucku zajął 16. miejsce w biegu na 15 km techniką klasyczną.
W 1962 roku wystartował na mistrzostwach świata w Zakopanem. Osiągnął tam największy sukces w swojej karierze wraz ze Sture Grahnem, Sixtenem Jernbergiem i Assarem Rönnlundem zdobywając złoty medal w sztafecie. Na tych samych mistrzostwach zajął ósme miejsce w biegu na 15 km.

## Osiągnięcia

### Igrzyska olimpijskie
| Miejsce | Dzień     | Rok  | Miejscowość  | Konkurencja             | Czas biegu  | Strata      | Zwycięzca       |
| ------- | --------- | ---- | ------------ | ----------------------- | ----------- | ----------- | --------------- |
| 4.      | 25 lutego | 1960 | Squaw Valley | Sztafeta 4 × 10 km      | 2:08:33.5 h | +2:46.2 min | Finlandia       |
| 16.     | 2 lutego  | 1964 | Innsbruck    | 15 km stylem klasycznym | 50:54.1 min | +2:03.8 min | Eero Mäntyranta |

### Mistrzostwa świata
| Miejsce | Dzień     | Rok  | Miejscowość | Konkurencja             | Czas biegu  | Strata      | Zwycięzca      |
| ------- | --------- | ---- | ----------- | ----------------------- | ----------- | ----------- | -------------- |
| 8.      | 20 lutego | 1962 | Zakopane    | 15 km stylem klasycznym | 55:22.8 min | +1:47.4 min | Assar Rönnlund |
| 1.      | 22 lutego | 1962 | Zakopane    | Sztafeta 4 × 10 km      | 2:24:39.8 h | -           | -              |